# Damon Galgut

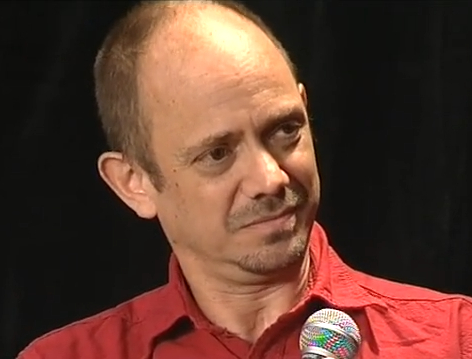
Damon Galgut

Damon Galgut (Pretoria, 1963) is een Zuid-Afrikaans schrijver. Hij schreef zijn eerste boek A Sinless Season toen hij zeventien jaar oud was. 

Zijn  roman In a Strange Room (2010) stond op de shortlist van de Man Booker Prize. De roman The Quarry werd in 1998 verfilmd door Marion Hänsel.
Ook Galguts roman The Promise (2021) haalde de shortlist van de Man Booker Prize en won deze prijs later ook. Het boek verscheen in het Nederlands als De belofte.